# 펠렝안경원숭이
펠렝안경원숭이 (Tarsius pelengensis) 또는 펠렝섬안경원숭이는 안경원숭이의 일종이다. 인도네시아의 펠렝섬에서만 발견되는 야행성 영장류다. 펠렝 섬 서부에서는 라카신딩(Lakasinding), 동부에서는 실링(Siling)이라고 부른다. 펠렝안경원숭이는 눈을 움직이지 못하기 때문에 올빼미처럼 머리를 180도 돌려 주위를 둘러본다.

## 특징
펠렝안경원숭이는 작고 민첩한 영장류로, 밤에 기어오르고, 뛰어오르고, 먹이를 찾는 데 적응했다. 손가락과 발가락이 길고, 잡기 편한 손발바닥과 큰 눈, 큰 귀 그리고 회색 털을 가지고 있다. 몸길이는 약 12.5cm이고 꼬리 길이는 몸길이의 두 배이다. 성체 몸무게는 일반적으로 100~140g이고 수컷이 암컷보다 약간 더 큰 경향이 있다.

## 분포 및 서식지
펠렝안경원숭이는 술라웨시 섬 동쪽 해안에 위치한 펠렝 섬 고유종으로, 방가이 군도의 다른 작은 섬에도 서식할 가능성이 있다. 펠렝안경원숭이의 자연 서식지는 일차림이다. 그러나 불법 벌목과 산림 개간으로 인해 섬의 일차림은 원래 면적의 약 9%로 줄었다. 펠렝안경원숭이의 서식지 필요성에 대해서는 알려진 바가 거의 없지만, 다른 안경원숭이 종들이 이차림, 즉 일차림이 아닌 다른 서식지에서 발견되었기 때문에 펠렝안경원숭이도 유사한 서식지에 서식할 가능성이 높다. 이차림은 섬 면적의 약 63%를 차지하며, 이는 섬 표면적의 72%가 적합한 서식지를 제공할 수 있음을 의미한다.

## 생태
펠렝안경원숭이는 사회성 동물로 일정한 서식지를 가진 가족 단위로 생활하는 경향이 있다. 육식성 동물로 곤충과 거미, 기타 작은 절지동물과 작은 척추동물을 잡아먹는다. 낮에는 땅에서 몇 미터 떨어진 얽힌 초목 속 은밀한 곳에서 잠을 자고, 해 질 무렵에 나와 밤에 먹이를 찾는다.
다른 안경원숭이와 마찬가지로, 펠렝안경원숭이는 올빼미처럼 머리를 각 방향으로 거의 180도 돌릴 수 있다. 번식하는 한 쌍은 특징적인 이중 울음소리를 내어 의사소통을 한다. 이러한 울음소리가 디안안경원숭이의 울음소리와 매우 유사하기 때문에 두 종은 밀접한 관련이 있는 것으로 여겨진다. 술라웨시섬과 주변 섬에서 안경원숭이의 울음소리 연구를 통해 숨겨진 종들을 서로 구별할 수 있게 되었으며, 아직 보고되지 않은 종이 네 종 더 있을 수 있음을 시사한다.